# Tinhela e Alvarelhos
Tinhela e Alvarelhos ist eine portugiesische Gemeinde (Freguesia) im Kreis (Concelho) Valpaços im Norden Portugals.

## Geschichte
Die Gemeinde entstand im Zuge der Gebietsreform vom 29. September 2013 durch die Zusammenlegung der ehemaligen Gemeinden Tinhela und Alvarelhos.
Tinhela wurde Sitz der neuen Verwaltung.

## Demographie
| Freguesia | Freguesia            | Freguesia | Freguesia       | ehemalige Freguesias | ehemalige Freguesias | ehemalige Freguesias | ehemalige Freguesias |
| --------- | -------------------- | --------- | --------------- | -------------------- | -------------------- | -------------------- | -------------------- |
| Wappen    | Freguesia            | Einwohner | Fläche in (km²) | Wappen               | Freguesia            | Einwohner            | Fläche in (km²)      |
|           | Tinhela e Alvarelhos | 261       | 28,22           |                      | Tinhela              | 196                  | 15,34                |
|           | Tinhela e Alvarelhos | 261       | 28,22           | Alvarelhos           | 137                  | 12,89                |                      |